# Чумай (река)
Чумай (в верховье Прямой Чумай, у истока Никифоровский) — левый приток реки Кии на территории Кемеровской области. Река протекает через центр села Чумай. У её устья находится памятник природы «Чумайский Бухтай». Длина реки — 17 км.

## Гидрология
Протекает по рельефу Кузнецкого Алатау. Имеет левый приток — реку Кривой Чумай.

## Этимология
Упоминается в очерках Г. Ф. Миллера 1740 года как река Чамай.
В. М. Шабалин связывает название с заимствованием из южносамодийского чу — река, и кетского май — кедр, кедровый, что означает «кедровая река». Возможно, гидроним восходит к тюркским языкам — у ногайцев, казахов, карачаевцев и азербайджанцев распространено личное мужское имя Чумай (Chumay).

## Данные водного реестра
По данным государственного водного реестра России относится к Верхнеобскому бассейновому округу, водохозяйственный участок реки — Чулым от города Ачинска до водомерного поста в селе Зырянском, речной подбассейн реки — Чулым. Речной бассейн реки — (Верхняя) Обь до впадения Иртыша.